# Palazzo Visconti (Saronno)

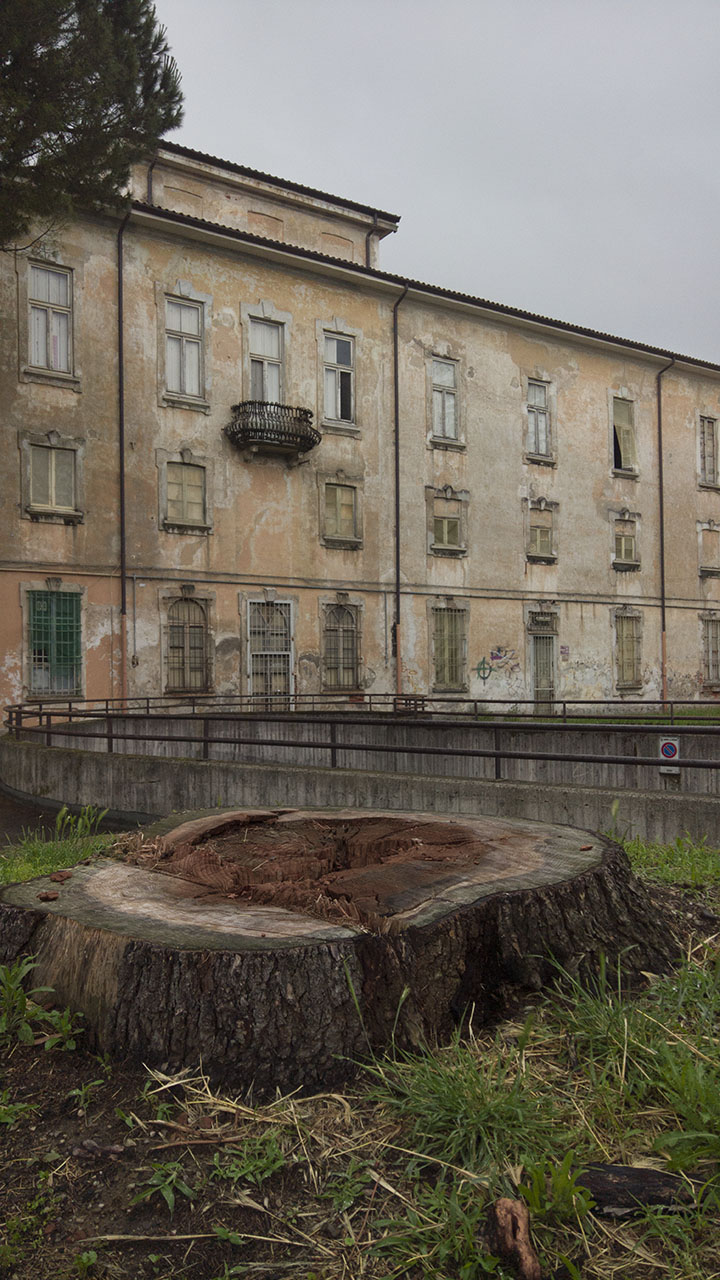
Facciata del palazzo

Palazzo Visconti è un edificio storico di Saronno.

## Storia
Costruito nel XVI secolo fu di proprietà dell'omonima famiglia. Durante il XVIII secolo fu ceduto alla famiglia Rubini, che cambiarono parzialmente l'assetto del complesso, trasformandolo in una tipica villa nobiliare con il tipico cortile lombardo. Il palazzo fu ceduto in seguito alla famiglia Schenardi e poi a Giuseppe Morandine che la trasformò in un collegio nella metà del XIX secolo.

### L'utilizzo civile
Nel 1882 il Comune di Saronno acquistò l'edificio facendone sede del Municipio (per questa ragione in saronnese è conosciuto anche come Municipi Vècc). Dal 1926 divenne sede della Pretura dopo lo spostamento della sede comunale nella Villa Gianetti. Quest'ultima rimase Municipio fino al 1985. 
Nel 1985 la Pretura venne trasferita in una sede di nuova costruzione. Palazzo Visconti in seguito fu utilizzato per ospitare le sedi di varie associazioni.

### L'incendio del 2007
Il 28 settembre 2007 un incendio distrusse gran parte del tetto. Molti locali vennero danneggiati dall'acqua usata per spegnere il fuoco.
L'edificio è stato in seguito messo in sicurezza con una copertura provvisoria. Nel 2011 il Consiglio Comunale ha istituito una Commissione per proporre soluzioni per un recupero di Palazzo Visconti. Non è stato previsto alcun lavoro di manutenzione straordinaria né restauro a causa della crisi economica. L'edificio è attualmente in disuso ed è stato candidato tra i luoghi del cuore del FAI.

## Descrizione
Il Palazzo Visconti è arricchito da colonne di granito di Baveno. Alcuni soffitti del complesso sono arricchiti da importanti affreschi dipinti dal pittore Giovanni Antonio Cucchi.

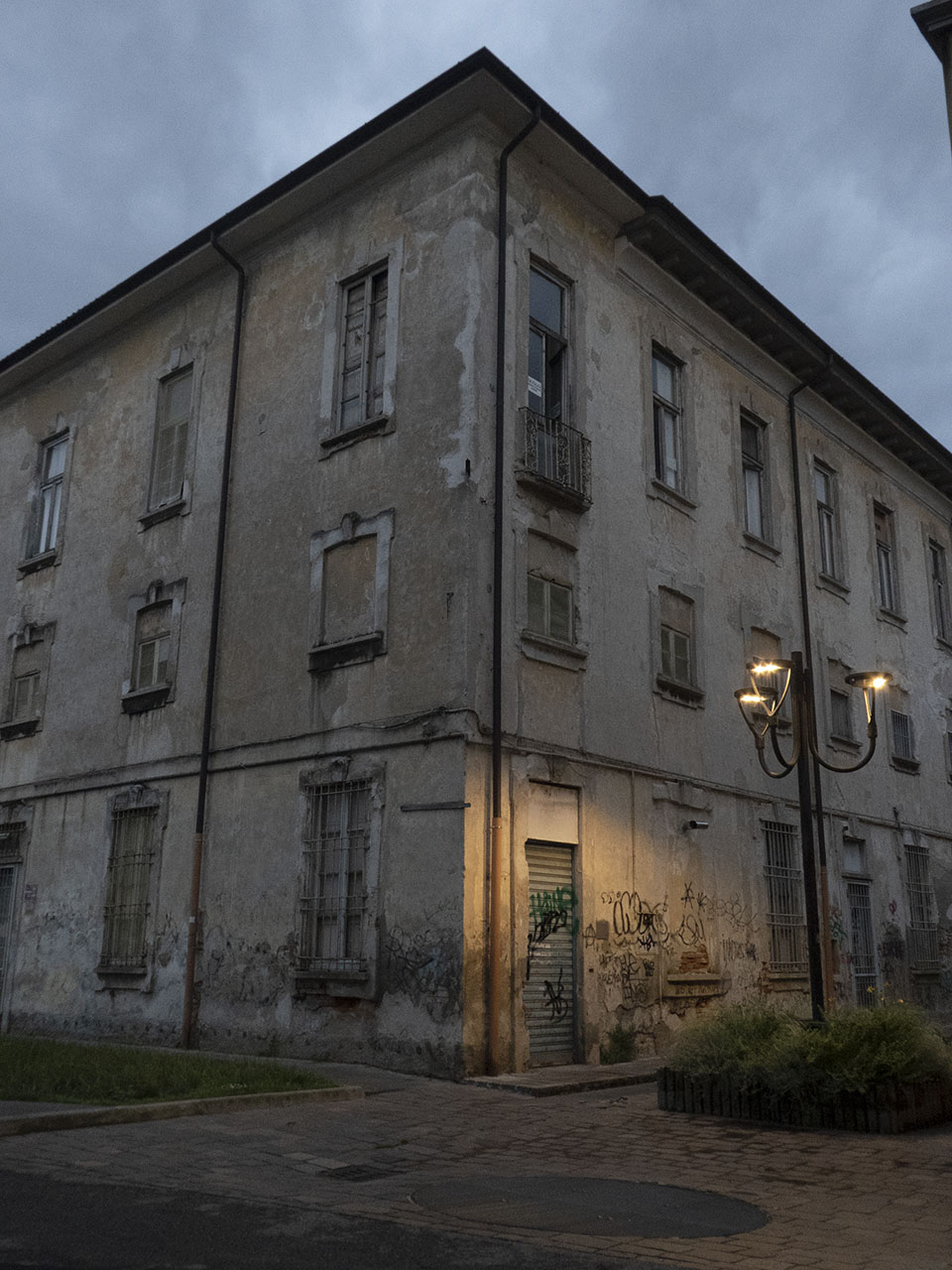
Palazzo visconti, vista laterale